# Carlos Barredo
Carlos Barredo Llamazales (Oviedo, 5 giugno 1981) è un ex ciclista su strada spagnolo.
Professionista dal 2004 al 2012, vinse una tappa alla Vuelta a España e una Clásica San Sebastián.

## Carriera
Passato professionista nel 2004 con la Liberty Seguros, nelle stagioni seguenti veste le divise di Würth e Astana (nuove denominazioni della Liberty Seguros). Nel 2007 si accasa tra le file del team belga Quick Step. Nel marzo 2008 vince la quinta tappa della Parigi-Nizza. Nell'agosto 2009 si aggiudica la Clásica San Sebastián battendo in uno sprint a due il ceco Roman Kreuziger. Nel settembre 2010 vince quindi la quindicesima tappa della Vuelta a España, in solitaria, dopo aver staccato i compagni di fuga sull'arrivo in salita a Lagos de Covadonga.
A fine 2010 viene ufficializzato il suo passaggio alla Rabobank per la stagione 2011. Con la formazione olandese non ottiene però vittorie; si ritira dall'attività al termine della stagione 2012, quando viene fermato dall'UCI per problemi con il passaporto biologico.

## Palmarès
- 2004

3ª tappa Vuelta a Asturias
- 2006

3ª tappa Tour Down Under
- 2008

5ª tappa Paris-Nice
- 2009

Classica di San Sebastián
- 2010

15ª tappa Vuelta a Espana (Solares > Lagos de Covadonga)

## Piazzamenti

### Grandi Giri
- Tour de France

2007: 42º
2008: 89º
2009: 63º
2010: 41º
2011: 35º
- Vuelta a España

2006: 42º
2007: 10º
2008: ritirato (7ª tappa)
2010: 43º
2011: 45º

### Classiche monumento
- Milano-Sanremo

2004: 174º
2009: 56º
2010: 18º
2011: 76º
2013: 72º
- Giro delle Fiandre

2005: 41º
2008: 24º
2010: 52º
2011: 11º
2012: 20º
2013: 21º
- Parigi-Roubaix

2005: 52º
- Liegi-Bastogne-Liegi

2007: 65º
2008: 89º
2009: 41º
2010: 19º
2007: ritirato
- Giro di Lombardia

2009: 28º
2010: 9º
2011: 23º

### Competizioni mondiali
- Campionati del mondo

Stoccarda 2007 - In linea Elite: ritirato
Mendrisio 2009 - In linea Elite: ritirato
Melbourne 2010 - In linea Elite: ritirato
Copenaghen 2011 - In linea Elite: 78º